# Osmia helicicola
Osmia helicicola is een vliesvleugelig insect uit de familie Megachilidae. De wetenschappelijke naam van de soort is voor het eerst geldig gepubliceerd in 1836 door Robinaeau.